# Ghislaine Dupont
Ghislaine Dupont (13 de gener de 1956 – 2 de novembre de 2013) fou una periodista francesa especialitzada en assumptes africans.
Ghislaine Dupont visqué la infància alguns anys a l'Àfrica. Després de la seva etapa escolar, s'inscriví en l'École supérieure de journalisme de París.
Inicià la carrera professional en Ouest-France i Témoignage chrétien. Després, treballà en diverses ràdios lliures, inclosa Gilda La Radiopolitaine, de París. S'incorporà a Radio France Belfort i, el 1986, a Radio France Internationale (RFI), abans d'anar a Tànger per Médi 1. Després del seu retorn definitiu a l'RFI el 1990, Dupont treballà només sobre temes africans: sobre la Unió Nacional per a la Independència Total d'Angola, en els territoris de Sierra Leone lliurats pel Revolutionary United Front, a Djibuti, el conflicte entre Etiòpia i Eritrea, Ruanda, Sudan, Algèria i Costa d'Ivori, on posa de manifest l'existència de fosses comunes a Abidjan.
Treballà a la República Democràtica del Congo (RDC) entre 1997 i 2007. El 2002 participà en la creació de Radio Okapi, de la República Democràtica del Congo. Coneguda com «The Frequency of Peace» ('la freqüència de la pau', en català), fou creada per iniciativa de la Fundació Hirondelle, una ONG suïssa que promou mitjans de comunicació en situacions de crisi, amb el suport de la missió de l'ONU a la República Democràtica del Congo. Dupont va formar joves periodistes i aconseguí situar Ràdio Okapi en l'avantguarda dels mitjans de comunicació del país. El 2006 va ser expulsada pel govern de Joseph Kabila entre la primera i segona volta de les eleccions generals.
El juliol de 2013 va esdevenir assessora editorial de l'RFI. Dupont va ser assassinada el 2 de novembre 2013 en una zona propera a Kidal, al nord-est de Mali, després de ser segrestada per uns desconeguts armats. Era amb el tècnic Claude Verlon, que també va ser assassinat, amb qui acabava d'entrevistar Ambéry Ag Rissa, dirigent del Moviment Nacional d'Alliberament de l'Azawad. El president de la República Francesa, François Hollande, va emetre un comunicat de condemna per aquest «acte odiós».